# Strobilanthes canaricus
Strobilanthes canaricus är en akantusväxtart som beskrevs av Richard Henry Beddome. Strobilanthes canaricus ingår i släktet Strobilanthes och familjen akantusväxter. Inga underarter finns listade i Catalogue of Life.